# Lafage
La Faja (occità) o Lafage (francès) és un municipi francès al departament de l'Aude i a la regió d'Occitània. L'ús del sòl del municipi, tal com es desprèn de la base de dades biofísica europea d'usos del sòl CORINE Land Cover (CLC), està marcat per la importància dels territoris agraris (82,1% el 2018), una proporció idèntica a la de 1990 (82,1%). La distribució detallada l'any 2018 és la següent: zones agrícoles heterogènies (37%), prats (26,6%), terres de conreu (18,5%), boscos (12,7%), ambients amb vegetació arbustiva i/o herbàcia (5,1%). L'evolució de l'ús del sòl del municipi i les seves infraestructures es pot observar en les diferents representacions cartogràfiques del territori: la carta Cassini (s. XVIII), el mapa general de personal (1820-1866) i els mapes o fotografies aèries de l'IGN per al període actual (des del 1950).
L'ús del sòl del municipi, tal com es desprèn de la base de dades europea d'ús del sòl biofísic CORINE Land Cover (CLC), està marcat per la importància dels territoris agraris (82,1% el 2018), una proporció idèntica a la de 1990 (82,1%). La distribució detallada de l'any 2018 és la següent:

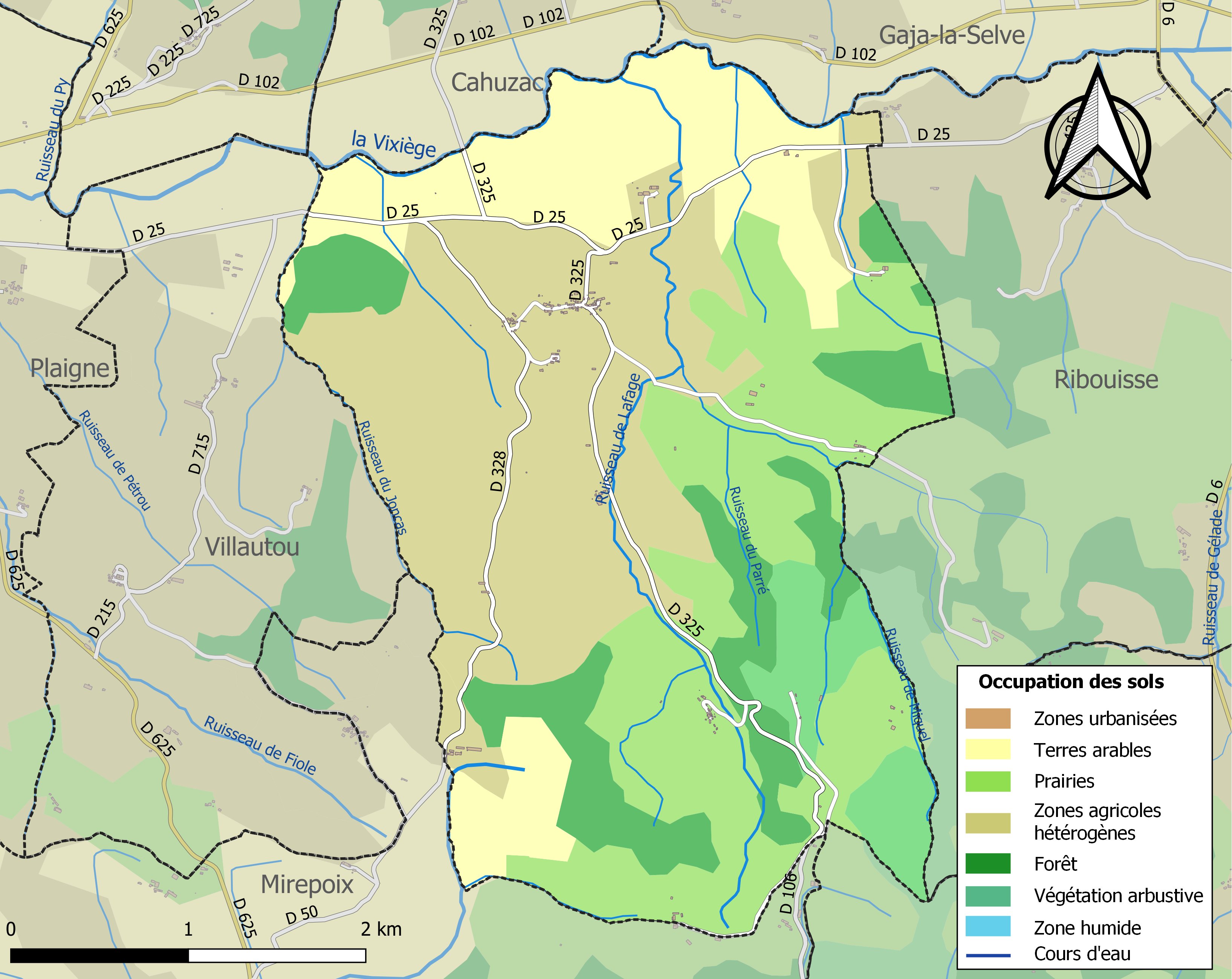
Mapa d'infraestructures i usos del sòl del municipi l'any 2018 (CORINE Land Cover).